# Panowie, dbajcie o żony
Panowie, dbajcie o żony (fr. La Zizanie) – komedia francuska z 1978 z udziałem Louisa de Funès i Annie Girardot w rolach głównych.

## Fabuła
Guillaume Daubray-Lacaze (Louis de Funes) jest merem niewielkiego miasteczka na francuskiej prowincji. Jest też właścicielem małego przedsiębiorstwa produkującego urządzenia do walki z zanieczyszczeniami środowiska. Problem w tym, że fabryka sama w sobie potężnie zatruwa okolicę, a dodatkowo znajduje się na skraju bankructwa. Na szczęście model odświeżacza powietrza CX-22 spotyka się z ogromnym zainteresowaniem japońskiej delegacji, która podpisuje z producentem kontrakt na 3000 egzemplarzy maszyny. Daubray-Lacaze ma tylko 90 dni na zrealizowanie zamówienia. Sytuację pogarsza fakt, że jego niewielka fabryka nie może fizycznie podołać tak ogromnemu zamówieniu. Ratunkiem przed blamażem może być tylko rozbudowa przedsiębiorstwa lecz gdy prefekt nie wydaje zezwolenia na rozbudowę fabryki na pobliskim terenie, Guillaume przenosi produkcję do domu. Pierwszą ofiarą rozbudowy staje się warzywniak jego żony-ogrodniczki Bernadette (Annie Girardot). Guillaume chcąc udobruchać małżonkę organizuje uroczystą rocznicę ich ślubu i obiecuje zakończyć ekspansję fabryki na teren domu. Niestety, gdy kolejnymi ofiarami Guillaume'a padają szklarnia i tropikalna ryba należąca do Bernadette, ta, wściekła na męża, wyprowadza się do hotelu. Dla pogrążonego w smutku po rozstaniu z żoną przedsiębiorcy jedynym pocieszeniem staje się nadzieja na pewną wygraną w nadchodzących wyborach. W końcu jest jedynym kandydatem. Dlatego zupełnym zaskoczeniem dla Guillaume'a jest wysunięcie przez ruch Obrona Przyrody kontrkandydatury w osobie Bernadette w wyborach na mera miasteczka.

## Obsada
- Louis de Funès – Guillaume Daubray-Lacaze
- Annie Girardot – Bernadette Daubray-Lacaze, żona Guillaume'a
- Maurice Risch – podwładny Guillaume'a
- Julien Guiomar – dr Landry
- Jean-Jacques Moreau – brygadzista
- Jacques François – prefekt
- Nicole Chollet –  Léontine, gospodyni w domu Daubray-Lacazów
- Geneviève Fontanel – madame Berger
- Georges Staquet – delegowany pracownik, przedstawiciel związku
- Daniel Boulanger – dyrektor banku
- Joséphine Fresson – sekretarka Guillaume'a
- Mario David – kierowca ciężarówki
- Robert Destain – dyrektor hotelu
- Hubert Deschamps – recepcjonista w hotelu
- Tanya Lopert – przyjaciółka Bernadette
- Jacqueline Jefford – przyjaciółka Bernadette